# Alessandro Albani
Alessandro Albani (Urbino, 15 de outubro de 1692 - Roma, 11 de dezembro de 1779) foi um cardeal, militar, diplomata, prelado e antiquário da Itália. Foi sobrinho do Papa Clemente XI e protodiácono.

## Estudos
Iniciou seus estudos na Universidade de Roma e ingressou na vida militar, sendo recebido na Ordem dos Hospitalários em 1701 e nomeado coronel do regimento pontifício. Com problemas de visão, teve de deixar as armas e foi aconselhado a ingressar na vida religiosa por seu tio, que o nomeou secretário e logo em seguida clérigo da Câmara Apostólica. Nomeado Núncio Apostólico em 1720, em 1721 foi elevado ao cardinalato por Inocêncio XIII, com o diaconato de S. Adriano. Sua habilidade diplomática foi útil nos atritos da Santa Sé com Vítor Amadeu II de Saboia. Sua aversão aos franceses e aos Bourbons o aproximaram da Áustria, e foi cumulado de honras pelo imperador. Foi contrário à supressão dos jesuítas e suas relações com Clemente XIV permaneceram tensas.

## Mecenas
É também lembrado pela sua amor à Antiguidade, tendo adquirido vasto conhecimento de arte antiga; foi ainda um grande colecionador e mecenas, e promoveu grandes escavações arqueológicas nos arredores de Roma, que resultaram no descobrimento de um grande grupo de obras de arte clássica. Hospedou em seu palácio Johann Joachim Winckelmann e sua coleção foi importante para o estudo dos neoclássicos italianos.